# Dutch Five Triathlon

Le Dutch Five Triathlon est une compétition d'ultra-triathlon organisée à La Haye aux Pays-Bas en 1991 et 1994 par la fondation Dutch Ultra Triathlon Challenge. L'épreuve consiste à effectuer consécutivement 19 km de natation, 900 km de cyclisme et 211 km de course à pied, c'est-à-dire des distances quintuples de celles de l'Ironman.  Sur ce parcours, Astrid Benöhr détient le record mondial féminin de 3 jours 14 h 44 min 37 s.

## Histoire
En 1991, le Dutch Five Triathlon est le plus long triathlon jamais disputé ; il surpasse le Défi mondial de l'endurance (triple ironman) créé en 1988 et le quadruple ironman disputé à La Haye la même année.  La première édition souffre de problèmes techniques en raison de la durée inhabituelle de l'événement avec un temps limite de 110 heures (4 jours 14 heures) pour effectuer le parcours : le parcours à vélo et à pied de a dû être changé par deux fois.
En 1995, Astrid Benöhr y réalise le record du monde féminin du quintuple ultra-triathlon et termine troisième sur 24 participants.

## Palmarès
| Année | Partants | Homme         | Homme                | Femme          | Femme                |
| Année | Partants | Nom           | Temps                | Nom            | Temps                |
| ----- | -------- | ------------- | -------------------- | -------------- | -------------------- |
| 1991  | 10       | Martin Feijen | 3 j 05 h 11 min ?? s | Silvia Andonie | 4 j 04 h 15 min ?? s |
| 1994  | 24       | Martin Feijen | 3 j 04 h 16 min 39 s | Astrid Benöhr  | 4 j 14 h 44 min 37 s |